# Narcyza Żmichowska

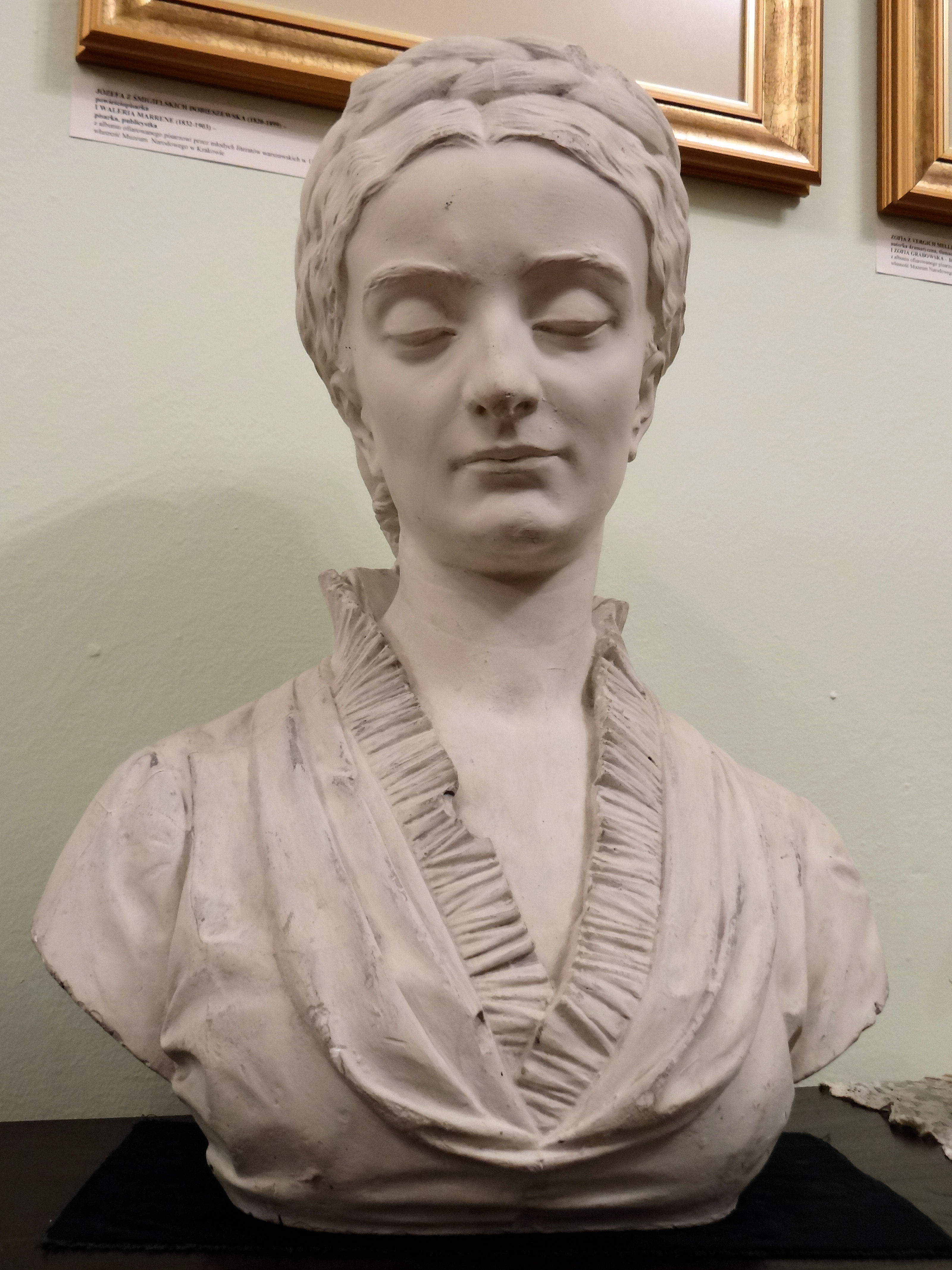

Narcyza Żmichowska, née le 4 mars 1819 et morte le 24 décembre 1876, connue aussi sous son nom de plume Gabryella, est une romancière et poète polonaise. Figure du féminisme en Pologne.

## Biographie
Narcyza Żmichowska naît le 4 mars 1819. D'origine modeste, issue d'une fratrie comprenant trois frères et six sœurs, elle travaille comme gouvernante pour une famille noble polonaise en 1838. Lorsque ses employeurs partent pour Paris, elle les suit ce qui lui permet de retrouver son frère Erazm, un révolutionnaire obligé de s'exiler après l'Insurrection de novembre 1830. À Paris, elle suit des cours du soir à la Bibliothèque nationale. Elle fréquente aussi les proches du général Władysław Stanisław Zamoyski et le Parti Polonais de l’hôtel Lambert  qui s'efforce de maintenir  active la question polonaise malgré l'annexion du Royaume de Pologne par les tsars. À l'hôtel Lambert, se retrouvent des personnalités telles que George Sand, Frédéric Chopin, Eugène Delacroix, Zygmunt Krasiński, Alphonse de Lamartine, Honoré de Balzac, Hector Berlioz, Franz Liszt, ou encore le poète Adam Mickiewicz. Elle découvre aussi le féminisme et elle commence à exprimer des opinions jugées alors comme excentriques,. 
Elle retourne ensuite en Pologne, trouve de nouveau un emploi de gouvernante mais elle participe aussi à la vie culturelle polonaise en écrivant des articles féministes pour des journaux. Elle affiche des mœurs libérées, fume le cigare et s'habille de façon androgyne. En 1842, elle crée une association de suffragettes, les Entuzjastki (Les Enthousiastes) qui est vivace jusqu'en 1849. De 1842 à 1845, elle rédige son œuvre Poganka (La Païenne), un récit à caractère autobiographique où elle affiche en particulier, outre son patriotisme, son homosexualité. En 1849, elle est arrêtée par la police tsariste pour avoir participé à un journal interdit et est condamnée à trois ans d'arrêts domiciliaires,.
Entre 1861 et 1863, elle suit avec passion les insurrections polonaises. Elle est contrainte finalement à un nouvel exil à Paris, et suit des cours à la Sorbonne. De retour en Pologne, elle souffre de maladies chroniques, a du mal à marcher et meurt la veille de Noël 1876, entourée de sa famille et de ses amis,.

## Œuvres
- Poganka
- Książka pamiątek
- Dwoiste życie
- Czy to powieść?
- Ścieżki przez życie
- Biała róża
- Wolne chwile Gabryelli
- Wykład nauk przeznaczonych do pomocy w domowym wychowaniu panien
- Wybór powieści